# حميمات
حميمات قرية سورية تتبع ناحية محمبل في منطقة أريحا في محافظة إدلب. بلغ عدد سكانها 583 نسمة في عام 2004 حسب إحصاء المكتب المركزي للإحصاء.